# Torso de la calle Pinchin (Londres)

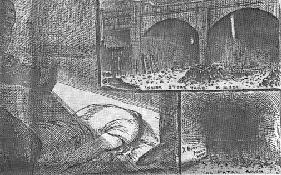
Posiblemente restos de Lydia Hart.

“El torso de la calle Pinchin” (The Pinchin Street torso en inglés) fue la catalogación de la policía británica de la época victoriana que se refiere al hallazgo de restos femeninos bajo un arco ferroviario emplazado en la calle Pinchín, situado en el este de Londres, Inglaterra, el 10 de septiembre de 1889, en pleno gobierno presidido por la reina Victoria.
Dado que durante el otoño del anterior año de 1888 se verificaron, en el distrito de Whitechapel, varios asesinatos que se atribuyeron al infame asesino serial Jack el Destripador, surgió la polémica si aquí también se trató de un crimen cometido por ese ejecutor. Pero la verdad es que ni siquiera resulta seguro que ese tétrico hallazgo se hubiera tratado de un homicidio.

## Antecedentes

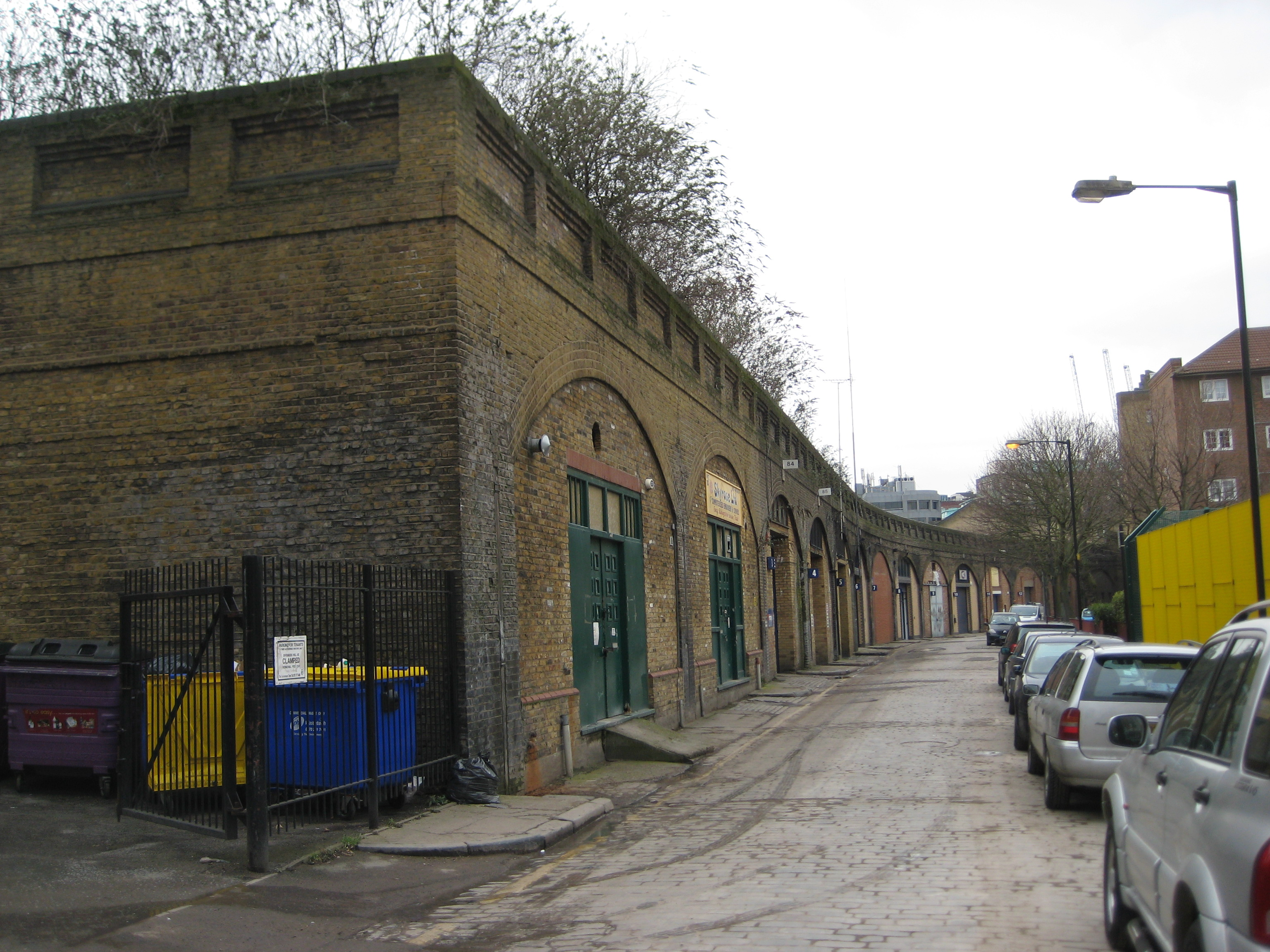
Pinchin Street en el presente. La traza de esta calle en la geografía está completamente impuesta por las vías del ferrocarril; los espacios bajo los arcos en muchos casos hoy día están ocupados por pequeños negocios. La mostrada es la zona donde se hizo el hallazgo del torso humano el 10 de septiembre de 1889.

Aún resonaban con insistencia los ecos del llamado "Otoño de Terror" de 1888. El entrante año de 1889 parecía ir dejando en el olvido aquellos sórdidos crímenes irresueltos. La excepción se había verificado en el mes de julio, cuando lejos de Whitechapel -coto de caza del asesino serial- perdió en forma trágica su vida la prostituta Alice McKenzie, a quien, conforme a la clase de heridas que provocaron su deceso, pronto se la descartó como posible víctima del mismo maníaco operante en el año anterior.
Pero 1889 estaba destinado a deparar nuevos sobresaltos a la policía británica. El 10 de septiembre de ese año fue hallado un cadáver femenino con sus miembros amputados bajo el arco ferroviario de la calle Pinchin, esquina Blackchuch Lane, en San George en el este, zona aledaña al distrito de Whitechapel.

## El macabro hallazgo y la investigación
El agente William Pennett fue el primer policía que se encontró con el mutilado cuerpo, en el curso de una acción de un grupo de uniformados de la división G, comandado por el Inspector Charles Ledger de la Policía Metropolitana. En las pesquisas subsiguientes intervinieron los Sargentos George Godley, Stephen White y William Trick. También le correspondió una actuación destacada en las pesquisas al Inspector Edmund Reid.
Pero a pesar del celo y del esfuerzo expuesto por estos detectives, quienes recorrieron pensiones, tabernas y alojamientos de mal vivir en busca de información, no se localizó información apta para develar la identidad de la occisa. En la prensa se manejó el nombre de Lydia Hart, una prostituta que había desaparecido tiempo atrás, como posible víctima, pero el dato jamás fue verificado.

## La autopsia
La tarea principal la llevó a cabo el forense Frederick Gordon Brown, que efectuó la autopsia sobre aquellos restos humanos. A su vez se solicitó la opinión de los doctores George Bagster Phillips y Thomas Bond, los cuales habían participado en autopsias y reportes de necropsias realizados a varias de las víctimas canónicas del Destripador, además de recabarse en la encuesta judicial el testimonio del cirujano asistente J. Clarke. La labor médica desplegada resultó muy concienzuda, pero tampoco echó mayor luz sobre el caso. Sólo se pudo constatar que la difunta era una mujer morena y robusta que rondaba los treinta y cinco años.
Lo más relevante consistió en que todos los profesionales actuantes estuvieron de acuerdo con que en el caso del "Torso de la calle Pinchin" el victimario (si realmente se hubiera tratado de un homicidio) empleó un método de eliminación del cadáver muy distinto al modus operandi que utilizaba el ejecutor de 1888.

## Conclusiones
La presunta víctima había sido desmembrada pero no eviscerada, pues no le habían quitado ni sustraído órganos a aquel cuerpo cercenado. Los miembros que nunca se hallaron devinieron aserrados cuando la mujer ya estaba muerta.
Además, en la encuesta judicial, presidida por el juez Wynne Baxter, se concluyó que el trabajo de mutilación fue realizado dentro de una casa u otro lugar cerrado donde el asesino -sin la premura de un ataque consumado en la calle- dispuso de tiempo y de medios para llevar a término su abominable faena, lo cual constituía otra de las diferencias con los tradicionales asesinatos del verdugo de prostitutas victoriano.
Por último, al desconocerse la identidad, estaba claro que no podía afirmarse con certeza que la finada ejerciera la prostitución.
La prensa, a despecho de los rápidos desmentidos oficiales, propaló la versión de que el torso hallado en la calle Pinchin bien pudo constituir otra obra del asesino de Whitechapel. La idea no prosperó, ante la falta de aval médico y por la notoria disimilitud con los crímenes atribuidos a Jack el destripador. El amputado cuerpo pudo ser material clínico del cual se deshicieron estudiantes de medicina, y esta fue la posición que prevaleció.
Pese a todo, nunca se descartó absolutamente que hubiera sido una lúgubre broma que un asesino quiso hacer a costa de la policía, aunque éste no fuera necesariamente Jack el Destripador.